# Schöneiche bei Berlin
Schöneiche bei Berlin je obec v německé spolkové zemi Braniborsko. Nachází se při hranici Berlína, konkrétně se čtvrtěmi Friedrichshagen a Rahnsdorf na jihozápadě. Kromě samotného Schöneiche zahrnuje obec i části Kleinschönebeck a Fichtenau.

## Historie

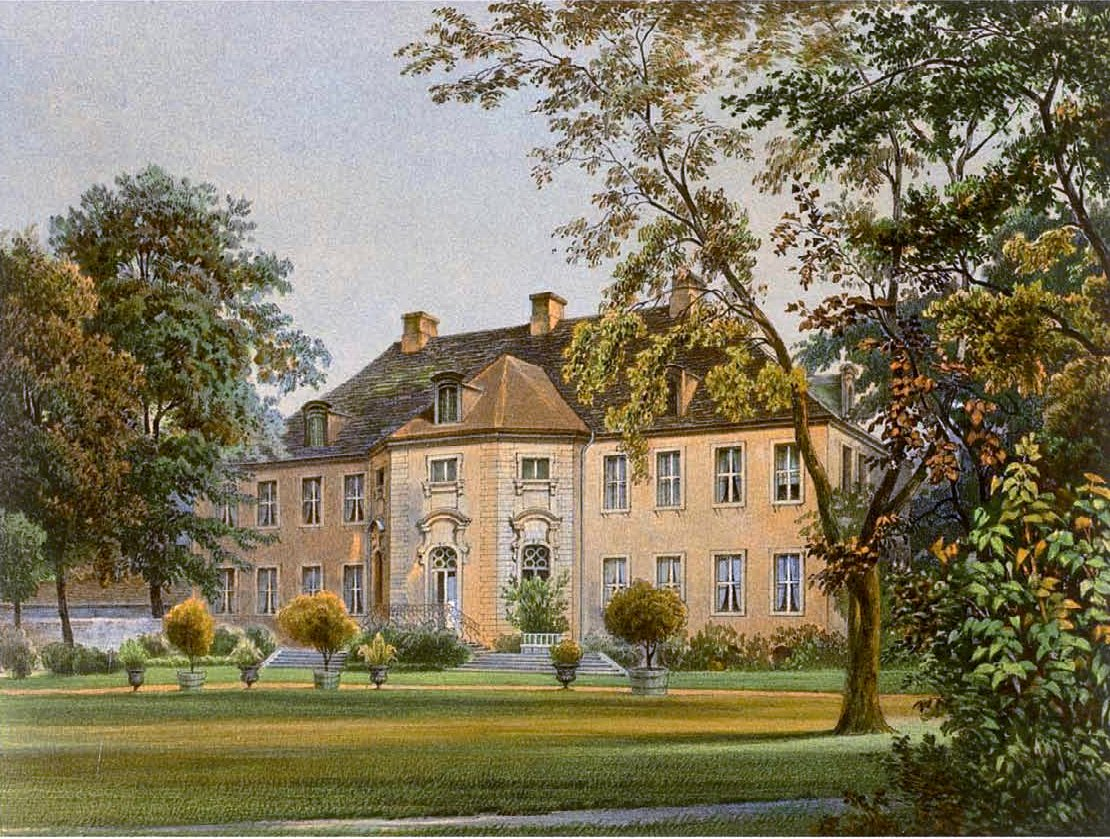
Ztvárnění Alexandera Dunckera zámku v Schöneiche z 19. století

Dle archeologických výzkumů existovalo osídlení na území dnešního Schöneiche již od neolitu. Vykopávky zde probíhaly především v 30. letech 20. století a díky nim bylo objeveno sídliště lužické kultury. Kromě toho zde byly objeveny pozůstatky popelnicového pole z období kolem roku 800 př. n. l. Mezi další nálezy také patří předměty z období pozdní římské říše.
Od 5. století zde byly v oblasti Fredersdorfského mlýnského potoka slovanské osady. Dále zde byl ve středověku cisterciáckým řádem založen v oblasti dnešní místní části Fichtenau první vodní mlýn. První zmínka o Schöneiche psaného jako Schoneyke pochází z roku 1376. Následně se v roce 1541 objevuje dnešní tvar názvu Schöneiche. V průběhu středověku a novověku byli jeho vlastníky převážně berlínští měšťané. Během třicetileté války byla obec na rozdíl od jiných v okolí těžce zasažena.
V roce 1725 získal panství Schöneiche pruský politik a podnikatel Severin Schindler, který zde nechal barokně obnovit a rozšířit kostel, v roce 1726 nechal zřídit školu, které věnoval knihovnu obsahující vzdělávací a křesťanskou literaturu. Třetina jejího obsahu se zachovala do 21. století. Roku 1730 zřídil v obci sirotčinec, do jehož nadace po smrti Schindlera a jeho vdovy putovala velká část jeho jmění. Sirotčinec byl následně přesunut do Berlína, obec byla nadací prodána a majitelé poté střídala. V roce 1761 získal obec berlínský bankéř Friedrich Wilhelm Schütze. Ten zde nechal postavit zámek a zřídit výrobu svíček, které následně dodával na královský dvůr v Berlíně, Itálii, Portugalsku a Španělsku. V roce 1793 zde byla založena průmyslová škola
Koncem 19. století se začal projevovat zájem berlínských občanů o pozemky v Schöneiche. Začátkem 20. století se pak měnil vesnický charakter obce díky výstavbě nových domů především pro státní a berlínské úředníky. Roku 1910 prvně do ulic vyjela tramvaj vedená lokomotivou na benzinový pohon. Vedla a vede k zastávce S-Bahn v berlínské čtvrti Friedrichsgahen, což ještě zvýšilo příliv berlínských občanů. O čtyři roky později byl provoz elektrifikován. 1. dubna 1939 bylo Schöneiche s Kleinschönebeckem a přidruženými koloniemi nuceně spojeno v celek Schöneiche bei Berlin. V následujícím období nacistické vlády bylo z obce vysídleno 170 Židů, z čehož prokazatelně profitoval tehdejší starosta, finanční úřad a další. Většina byla odeslána do koncentračních táborů, zhruba 80 z nich se povedlo emigrovat. Po válce se nikdo z přeživších do Schöneiche nevrátil.
Po prohře Německa v druhé světové válce patřilo Schöneiche do sovětského okupačního sektoru a následně k území NDR. V roce 1953 byl z iniciativy berlínského biskupa založen biskupský před-seminář, který měl ve spojení s dalšími středisky jako Magdeburg nebo klášter Huysburg napravit nedostatek míst pro vzdělávání katolických teologů na území NDR. Toto zařízení fungovalo až do roku 1989.
V roce 2012 zde byl založen buddhistický klášter Wat Sanghathan a o dva roky později byla otevřena nová radnice.

## Obyvatelstvo
| Rok            | 1875 | 1890  | 1910  | 1925  | 1933  | 1939  | 1946  | 1950  | 1964  | 1971   | 1981  | 1985  | 1989  | 1995  | 2000   | 2005   | 2010   | 2015   | 2018   |
| -------------- | ---- | ----- | ----- | ----- | ----- | ----- | ----- | ----- | ----- | ------ | ----- | ----- | ----- | ----- | ------ | ------ | ------ | ------ | ------ |
| Počet obyvatel | 846  | 1 005 | 2 984 | 4 727 | 7 159 | 9 153 | 8 799 | 9 561 | 9 970 | 10 175 | 9 241 | 8 906 | 8 354 | 9 428 | 11 299 | 12 004 | 12 196 | 12 311 | 12 666 |

## Doprava

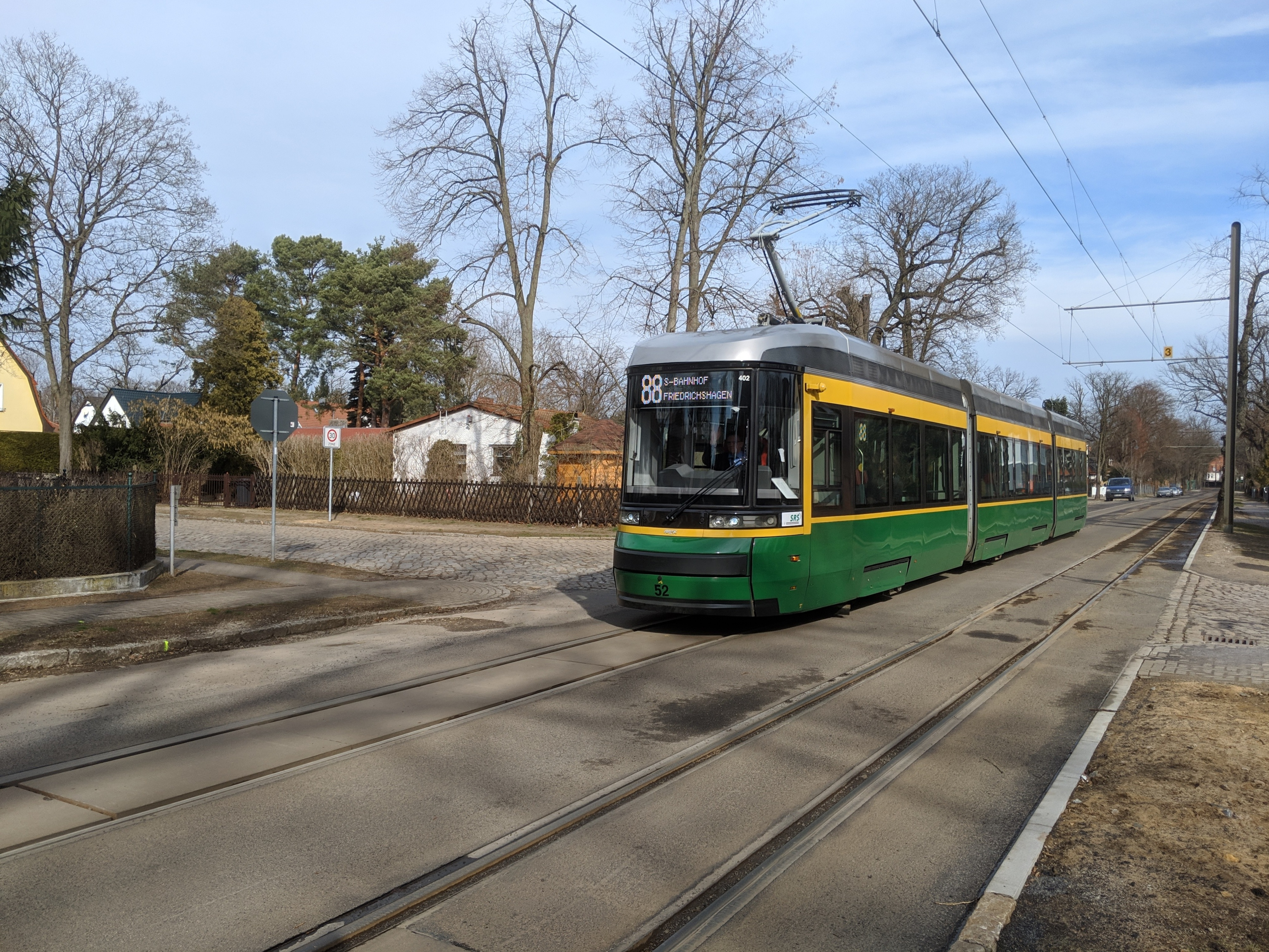
Škoda Artic v ulicích Schöneiche

Nejbližším napojením na dálnici je křižovatka Rüdersdorf na dálnici A10 tvořící berlínský okruh.
V Schöneiche je provozována tramvajová doprava na lince označené číslem 88. Jedná se o trasu ze sousedního Rüdersdorfu na východě přes samotné Schöneiche k nádraží v berlínské okrajové čtvrti Friedrichshagen, odkud jezdí příměstské vlaky S-Bahn, konkrétně linka S9. Vozový park v roce 2020 tvořily starší vozy Düwag z Heidelbergu, modernizované vozy odvozené z typu Tatra KT4D a nové vozy Škoda Artic.
Dopravu zde zajišťují také autobusy berlínského dopravního podniku linky 161 zajíždějící k nádražím Berlin-Rahnsdorf a Erkner. Do Erkner přes sousední Woltersdorf zajíždí také linka 420 místního okresního dopravce BOS.

## Pamětihodnosti
- Budova stranické školy KDP Rosy Luxemburgové
- Heimathaus
- Raufutterspeicher
- Kleiner-Spreewald-Park
- kostel v Kleinschönebeck
- Lützowhaus – místo, kde byl ošetřen pruský vojevůdce Adolf von Lützow bojující v napoleonských válkách
- Zámecký kostel
- zbytky zámku

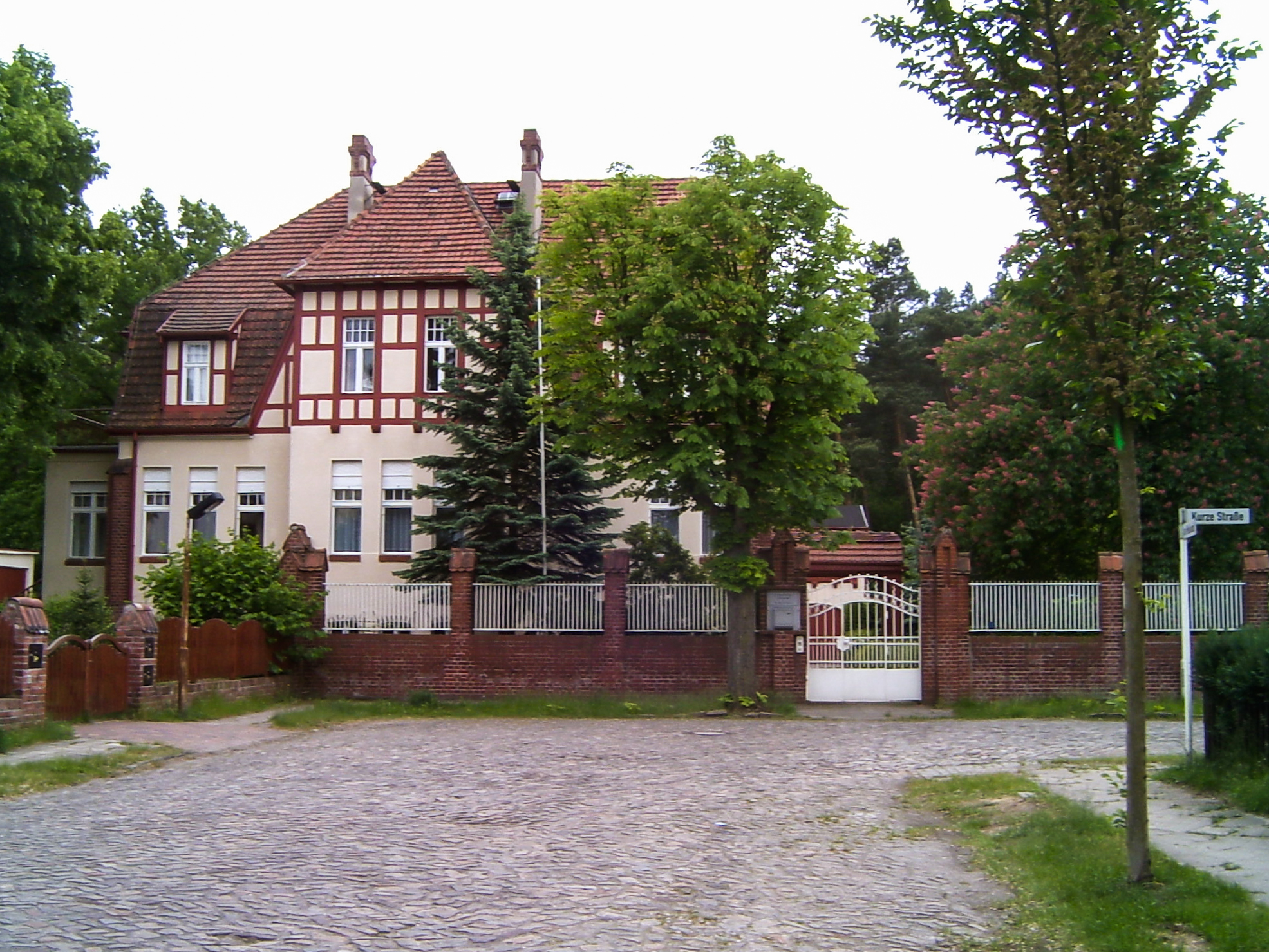
Budova stranické školy KDP Rosy Luxemburgové
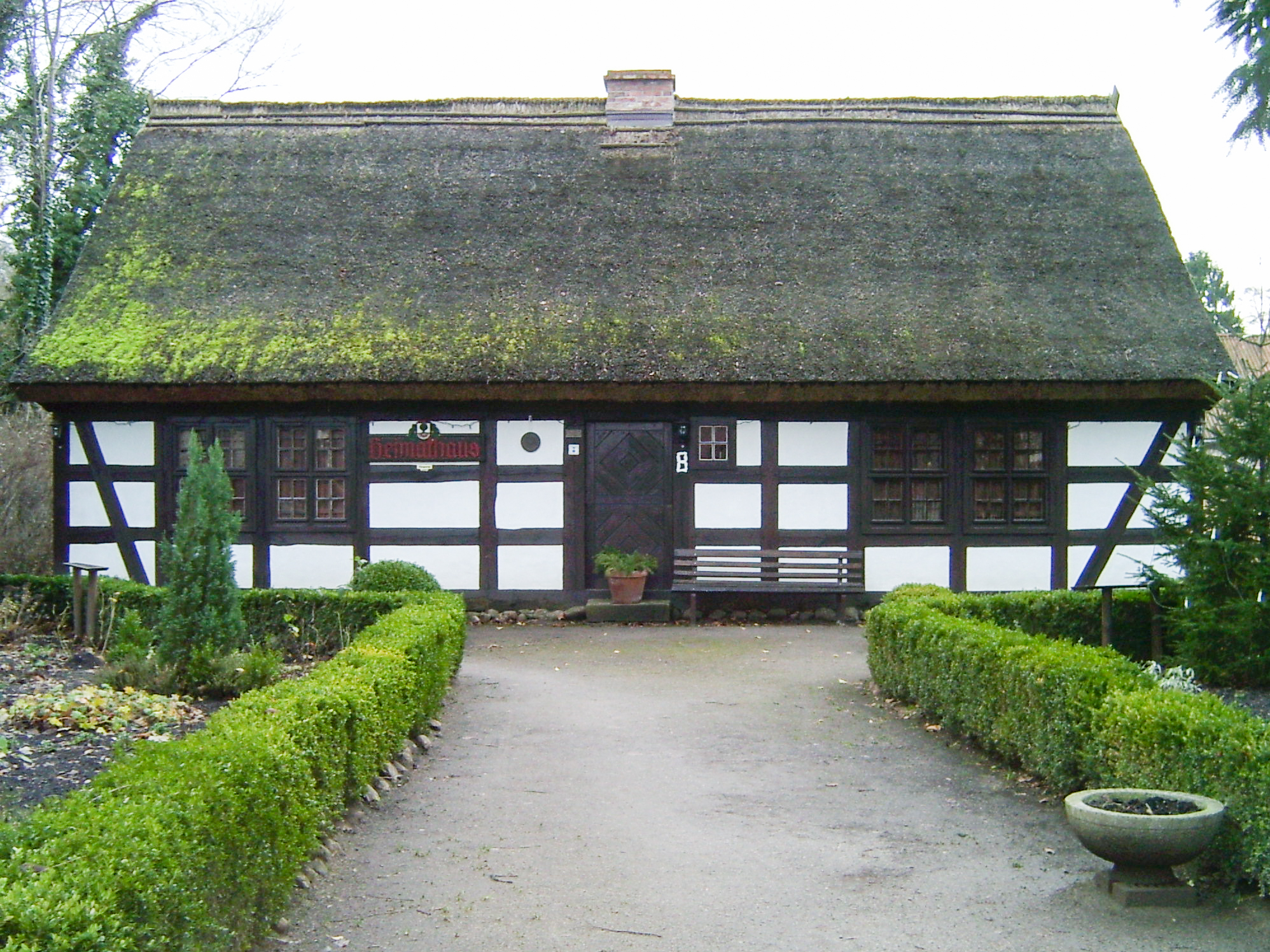
Heimathaus
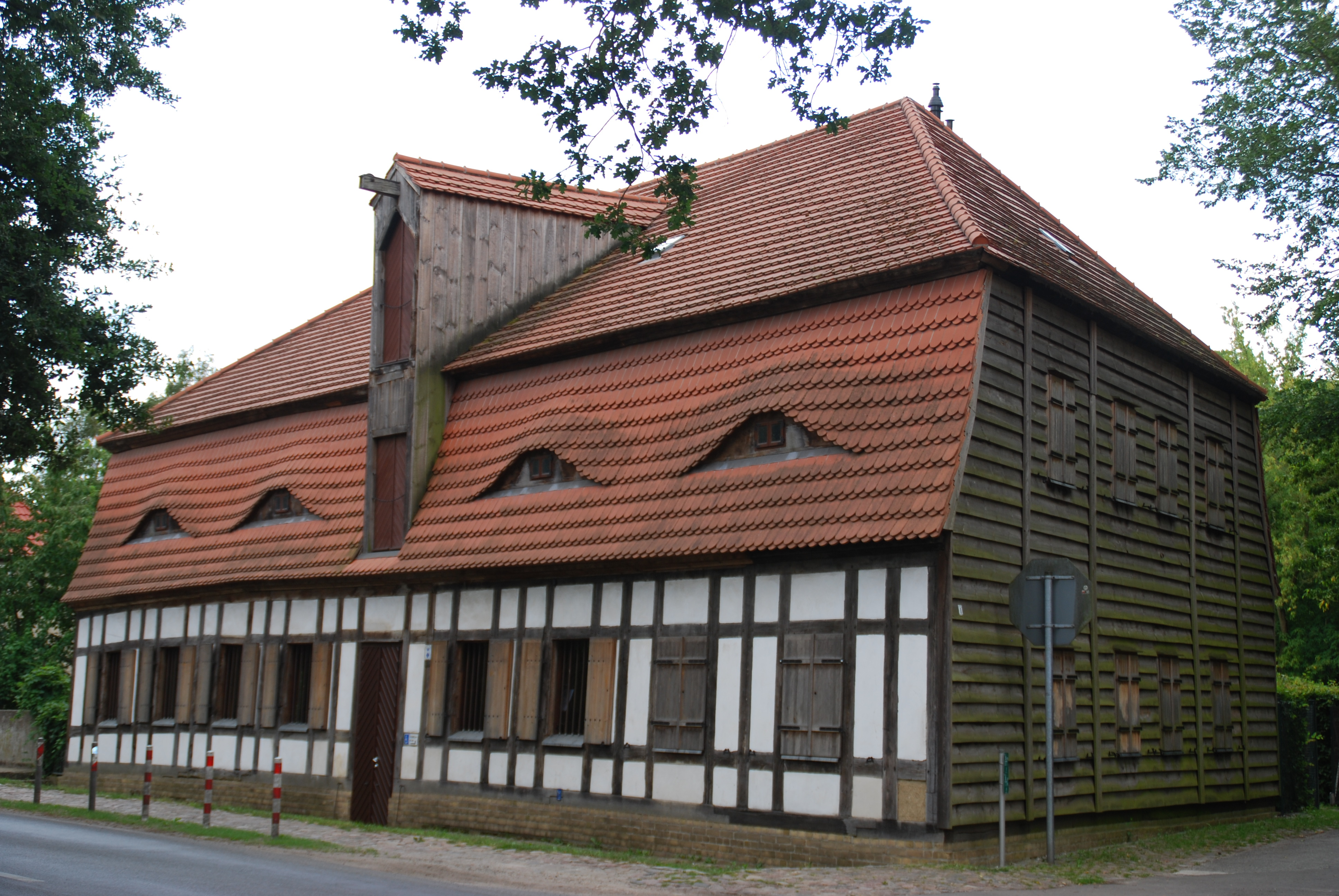
Raufutterspeicher
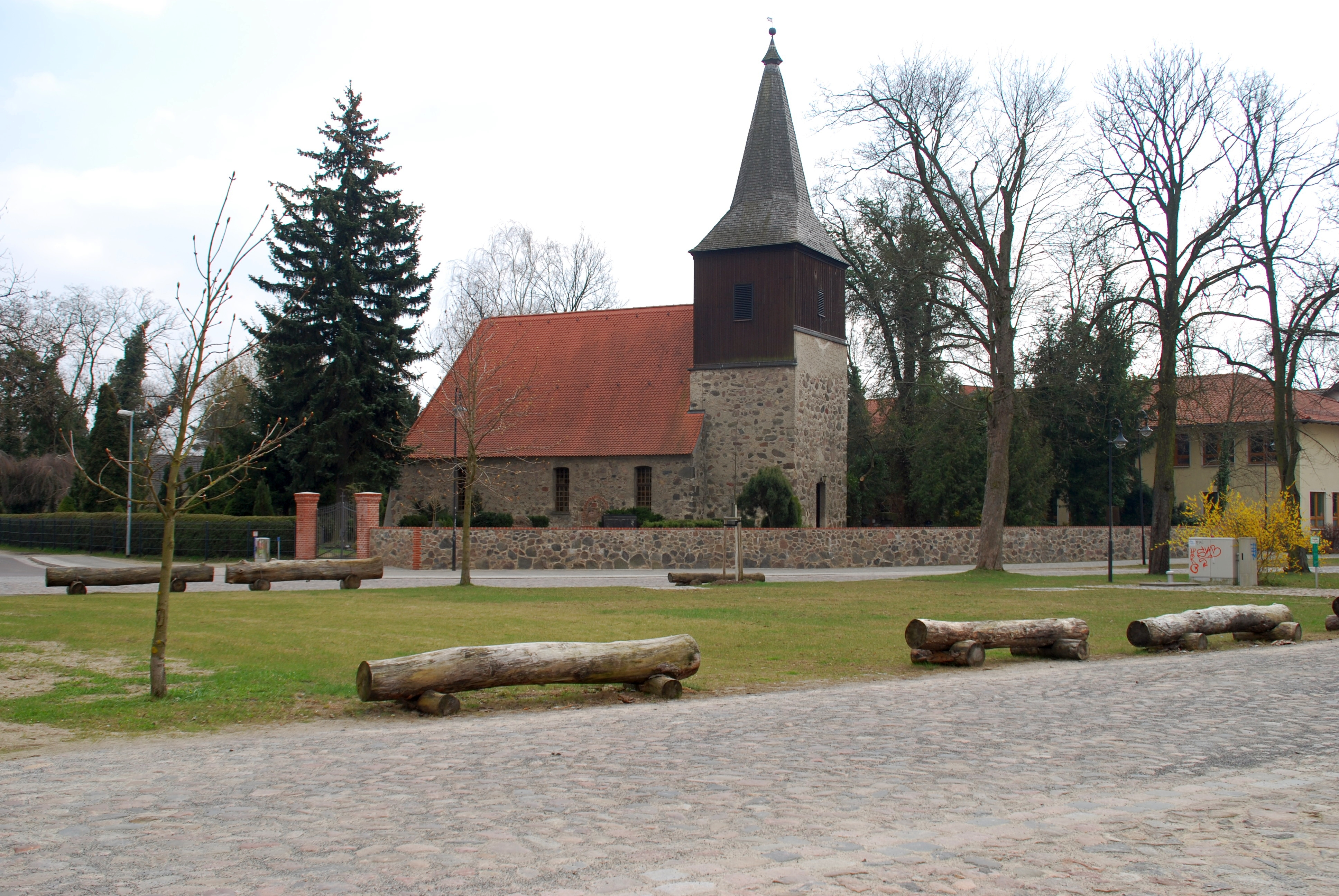
Kostel v Kleinschönebecku
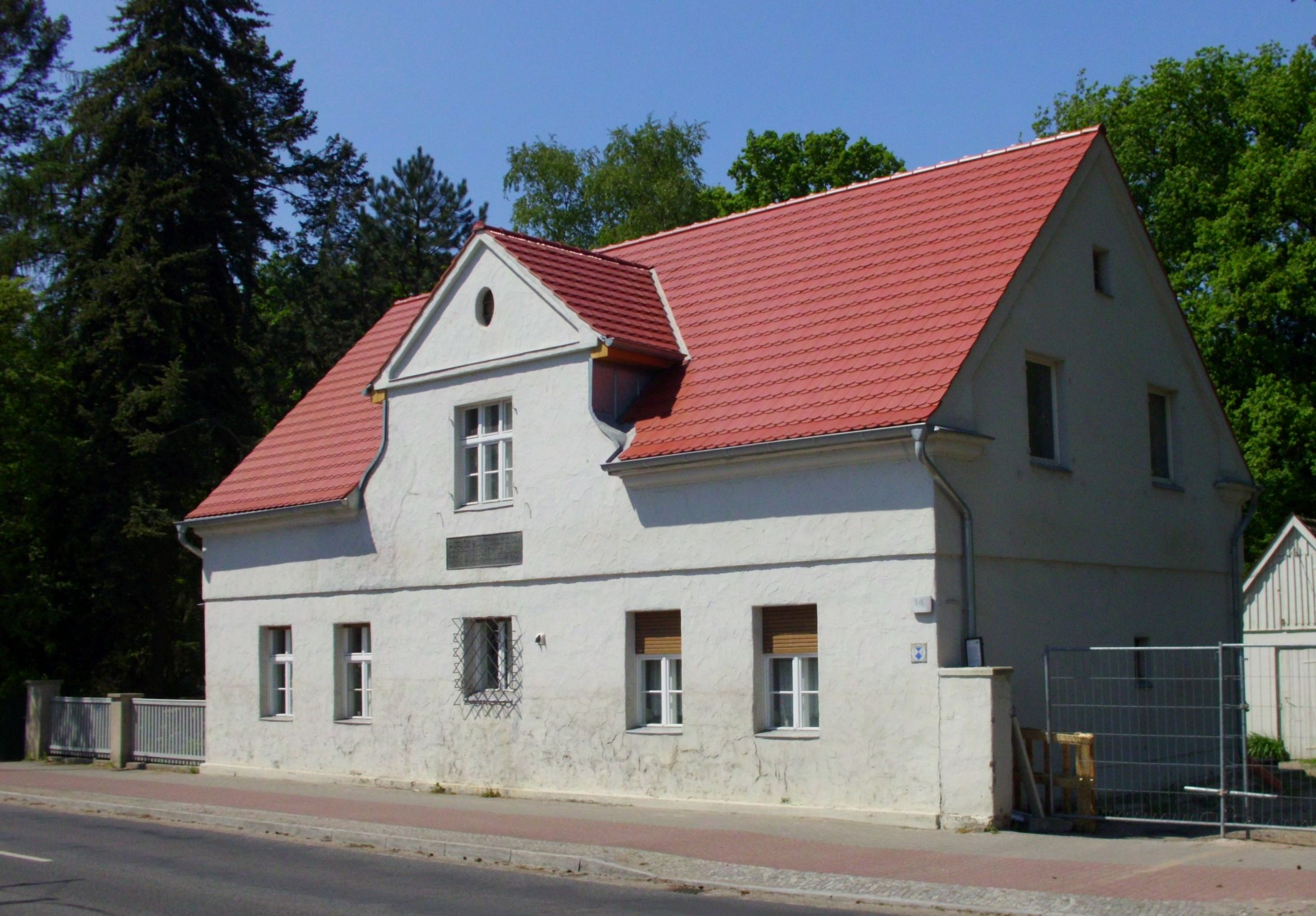
Lutzowhaus
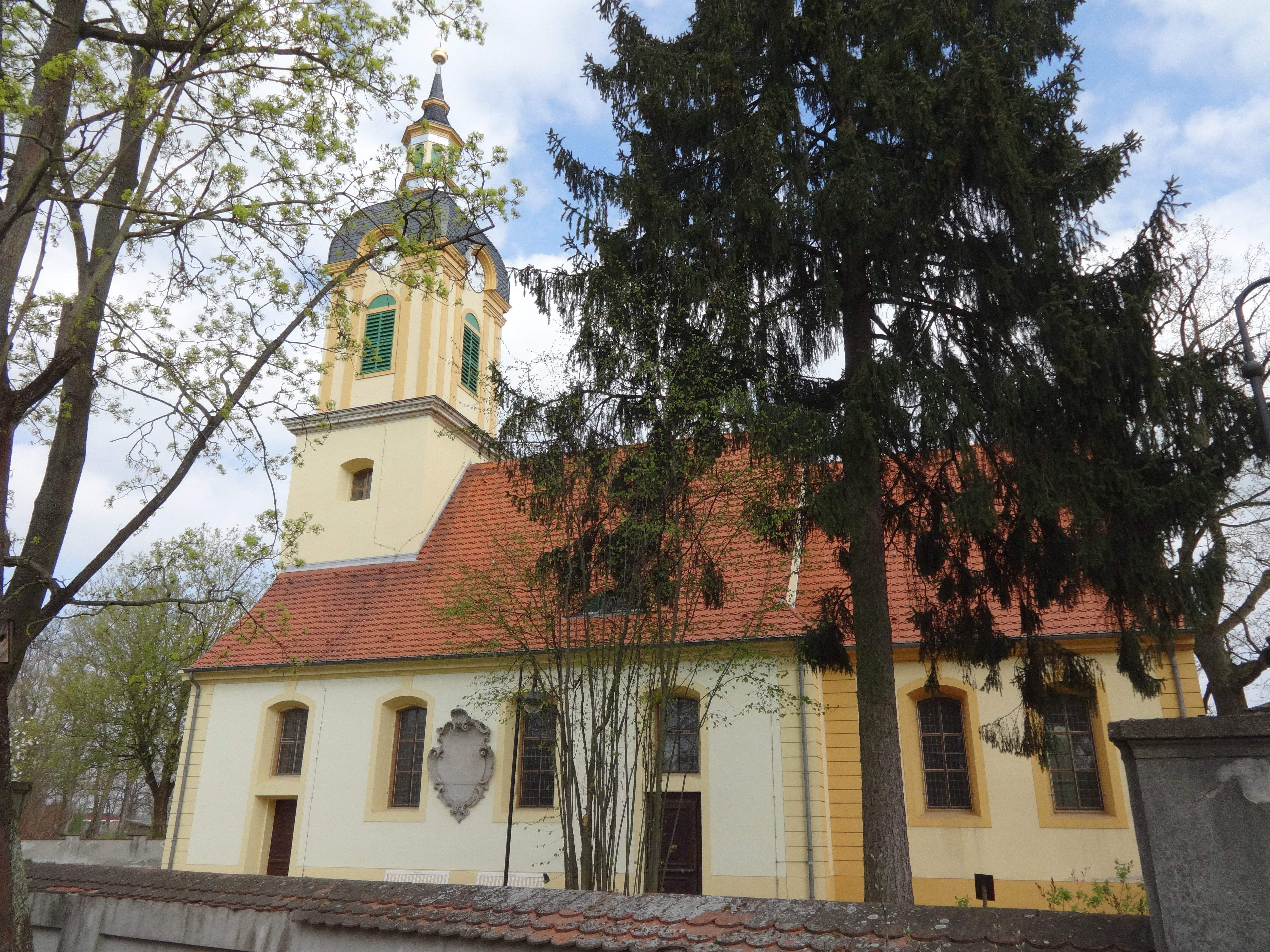
Zámecký kostel

## Osobnosti
- Georg Luger (1849–1923) – vynálezce
- Max Fechner (1892–1973) – politik, ministr spravedlnosti NDR v letech 1949 až 1953
- Margarete Herzberg (1921–2007) – operní zpěvačka
- Heinz Schröder (1928–2009) – loutkář
- Waltraud Kretzschmar (1948–2018) házenkář
- Frank Terletzki (1950) – fotbalista
- Bernhard Hochwald (1957) – olympijský střelec
- Frank Pastor (born 1957) – fotbalista
- Lisa Buckwitz (born 1994), bobařka se zlatou olympijskou medailí z roku 2018